# 想再次成为幸福的新娘
《想再次成为幸福的新娘》（羅馬化：Kor Pen Jaosao Suk Krung Hai Cheun Jai）是一部由BEC-Tero制作，芘拉妮·巩泰（Matt）、瓦凌通·帕哈甘（Great）领衔主演的泰国浪漫爱情剧。此剧于2015年8月28日起每周五至周日晚上8时15分至10时50分在泰国第3电视台播出。此剧也是演员继《恶玫瑰之恋》（2011）、《注定的爱情》（2011）、《若爱请深爱》（2014）后再度合作之作品。

## 演员阵容

### 主要演员
- 芘拉妮·巩泰（英语：Peranee Kongthai） 饰 Wiwa Wannadamrong
- 瓦凌通·帕哈甘 饰 Poon Wannadamrong
- 提拉达·迈特瓦拉育 饰 Lapit Wongsinwiset
- 拉查雯·万薇瑞亚 饰 Mukrin Velmax（Rin）
- 盟帝·简安宋 饰 Chongchoke Kanchanawiphu
- 阿披南·普拉瑟瓦塔纳坤 饰 Wik
- 迈苏·君让迪功（英语：Masu Junyangdikul） 饰 Leuk Lap
- 素恩素答·拉万帕瑟 饰 Khun Ying Kae Urai Wannadamrong

### 客串演员
- 瑟塔·西拉查亚 饰 Charan Wannadamrong先生
- 兰娅·斯亚侬 饰 医生
- Pajaree Na Nakhon 饰 娱乐八卦新闻节目《GOSSIP TODAY》的主持人
- Korakot Puangsawat 饰 娱乐八卦新闻节目《GOSSIP TODAY》的主持人
- Khakkingrak Khikkhiksaranang 饰 Primprao Wannadamrong，少女时期
- 容辛·翁帕尼农 饰 Poon Wannadamrong，儿童时期
- 纳塔帕·宁吉拉瓦 饰 Laphit（Lom），儿童时期

## 收视率
| 集数 （No.）  | 播放日期      | 全国收视率 |
| ------------- | ------------- | ---------- |
| 1             | 2015年8月28日 | 4.28       |
| 2             | 2015年8月29日 | 4.31       |
| 3             | 2015年8月30日 | 4.40       |
| 4             | 2015年9月4日  | 4.20       |
| 5             | 2015年9月5日  | 4.20       |
| 6             | 2015年9月6日  | 4.59       |
| 7             | 2015年9月11日 | 4.13       |
| 8             | 2015年9月12日 | 3.64       |
| 9             | 2015年9月13日 | 4.21       |
| 10            | 2015年9月18日 | 5.02       |
| 11            | 2015年9月19日 | 5.53       |
| 12            | 2015年9月20日 | 5.48       |
| 13 （大结局） | 2015年9月25日 | 7.10       |
| 平均收视率    | 平均收视率    | 4.70       |